# Sovietul Suprem al RSS Moldovenești

Stema RSSM

Sovietul Suprem al Republicii Sovietice Socialiste Moldovenești (în rusă Верховный Совет Молдавской ССР; pentru o scurtă perioadă de timp între anii 1990/1991, s-a numit și „Sovietul Suprem al RSS Moldova” sau „Sovietul Suprem al Republicii Moldova”) a fost principalul organ al puterii de stat în Republica Sovietică Socialistă Moldovenească, care a funcționat din februarie 1941 până în mai 1991 (excepție perioada 1941–44). Sovietul Suprem este predecesorul Parlamentului Republicii Moldova.
În urma scrutinului din primăvara anului 1990, în Sovietul Suprem al RSS Moldovenești de legislatura a XII-a de atunci, au fost aleși 371 de deputați. La 23 mai 1991, în conformitate cu Hotărîrea Sovietului Suprem al Republicii Sovietice Socialiste Moldovenești de legislatura a XII-a, fosta republică unională, RSSM, este redenumită în Republica Moldova, iar Sovietul Suprem devine primul Parlament al Republicii Moldova.

## Conducere

### Președinți ai Sovietului Suprem al RSS Moldovenești
- Nikita Salogor (8 februarie 1941 – 13 mai 1947)
- Macarie Radul (13 mai 1947 – 26 martie 1951)
- Semion Cojuhari (26 martie 1951 – 17 aprilie 1959)
- Iosif Vartician (17 aprilie 1959 – 3 aprilie 1963)
- Andrei Lupan (3 aprilie 1963 – 11 aprilie 1967)
- Sergiu Rădăuțanu (11 aprilie 1967 – 14 iulie 1971)
- Artiom Lazarev (14 iulie 1971 – 10 aprilie 1980)
- Pavel Boțu (10 aprilie 1980 – 29 martie 1985)
- Mihail Lupașcu (29 martie 1985 – 12 iulie 1986)
- Ion C. Ciobanu (12 iulie 1986 – 17 apilie 1990)
- Mircea Snegur (27 aprilie — 3 septembrie 1990)
- Alexandru Moșanu (3 septembrie 1990 — 3 februarie 1993; din august 1991 al Parlamentului RM)

### Președinți ai prezidiului Sovietului Suprem al RSS Moldovenești
- Fiodor Brovko (10 februarie 1941 — 26 martie 1951)
- Ion Codiță (28 martie 1951 — 3 apilie 1963)
- Kiril Iliașenko (3 aprilie 1963 — 10 apilie 1980)
- Ivan Calin (19 apilie 1980 — 24 decembrie 1985)
- Alexandru Mocanu (24 decembrie 1985 — 29 iulie 1989)
- Mircea Snegur (29 iulie 1989 — 17 apilie 1990)

## Legislaturi
- Legislatura I, 1941–46
- Legislatura a II-a, 1947–50;
- Legislatura a III-a, 1951–54;
- Legislatura a IV-a, 1955–59;
- Legislatura a V-a, 1959–62;
- Legislatura a VI-a, 1963–66;
- Legislatura a VII-a, 1967–70;
- Legislatura a VIII-a, 1971-74;
- Legislatura a IX-a, 1975–79;
- Legislatura a X-a, 1980–84;
- Legislatura a XI-a, 1985–89;
- Legislatura a XII-a, 1990–94 (din 1991 transformat în Parlamentul Republicii Moldova)

## Legături externe
- ru Высшие органы государственной власти Молдавской ССР